# William Gadoury
William Gadoury é um estudante canadense de 15 anos que formulou uma teoria sobre a localização de cidades maia. Após observar o mapa celeste dos maias descobriu que cada estrela coincidia com uma cidade e quanto maior o brilho maior era. Percebeu ainda a existência de uma desconhecida na península de Yucatán, no sul do México.